# زبراسلاوتس
زبراسلاوتس (به لاتین: Zbraslavec) یک منطقهٔ مسکونی در جمهوری چک است که در شهرستان بلانسکو واقع شده‌است. زبراسلاوتس ۲٫۶ کیلومتر مربع مساحت و ۱۹۵ نفر جمعیت دارد و ۳۷۱ متر بالاتر از سطح دریا واقع شده‌است.